# Želina
Želina (německy Seelau, Sehlau ale i Sechlau) je malá vesnice, část obce Rokle v okrese Chomutov. Nachází se asi 1,5 km severozápadně od Rokle. Na začátku roku 2015 zde bylo evidováno 18 adres. Želina leží v katastrálním území Rokle o výměře 13,57 km².

## Název
Název vesnice může být odvozen od osobního jména Žela nebo ze slovanského slova želj s významem kopec nebo chlum. V historických pramenech se jméno vesnice vyskytuje ve tvarech: Zelyna (1352), Zelina (1363), Selen (1499), Sela (1509), Seela a Seehla (1646), Sehlau (1676), Selau (1720), Selau, Zhlaw nebo Zehlawia (1787 a 1846), Želina a Seelau (1848) a Želina, Seelau, Sehlau (1854).

## Historie

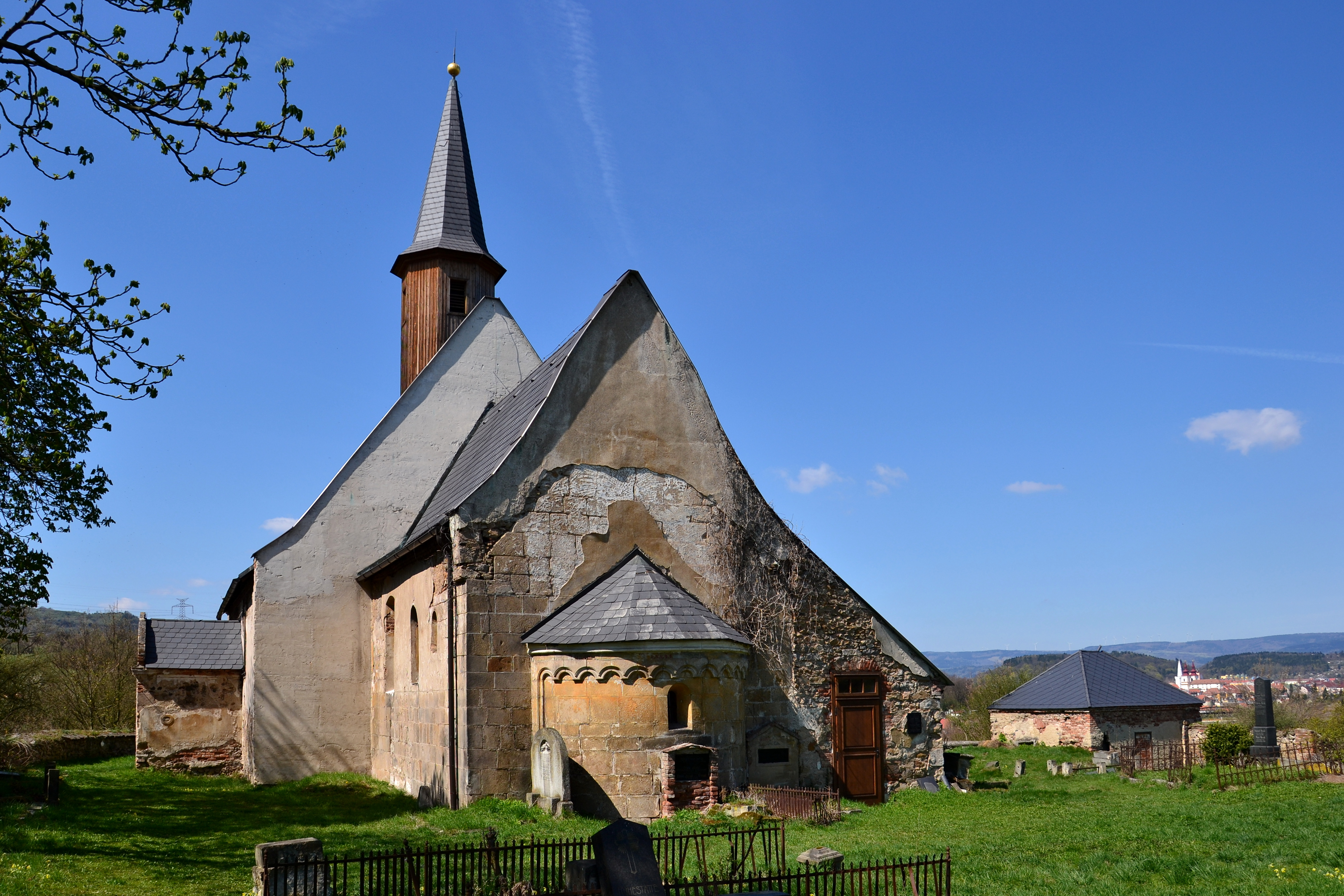
Původně románský kostel svatého Vavřince

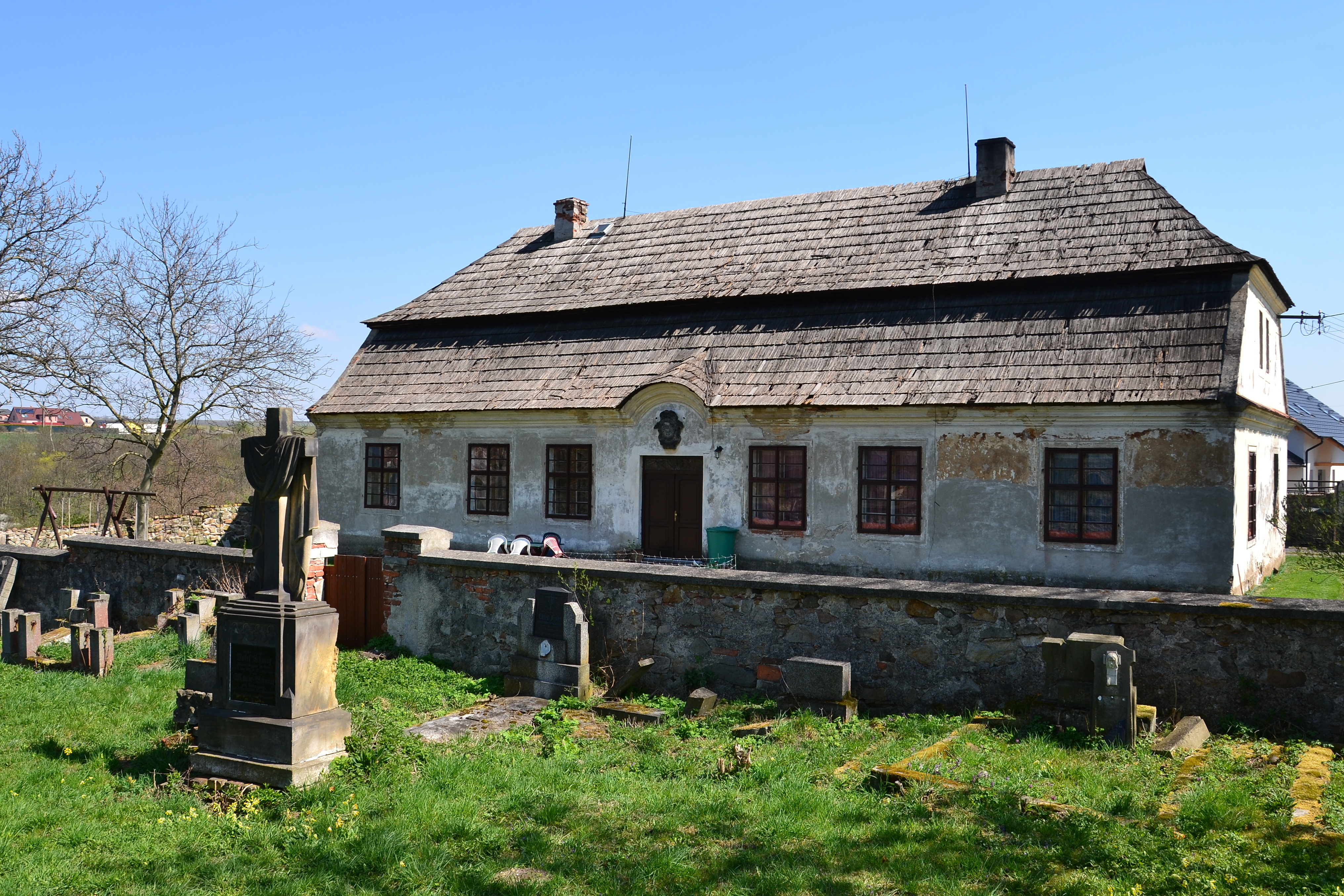
Barokní fara

První písemnou zmínku o Želině z roku 1337 nacházíme v inkvizičních protokolech a k roku 1352 je doložena existence zdejšího kostela svatého Vavřince, ke kterému měli patronátní právo čeští panovníci. Někdy v 80. letech 13. století tu měl být založen klášter magdalenitek, ale jeho existence nebyla nikdy doložena věrohodnými prameny ani archeologicky.
Ve druhé polovině 15. století osada patřila rodině kadaňských měšťanů Rurentwarcků, kteří ji roku 1479 prodali Gabrielu Leymerovi a od něj ji na přelomu 15. a 16. století získal jiný měšťan Baltazar z Jeseně. Za 137 kop grošů ji od něj roku 1509 Wolfgang Nürmperger.
Po třicetileté válce měli patronátní právo ke kostelu majitelé vintířovského panství, kterými byla hrabata Losy z Losinthalu, jejichž erb je umístěn nad vchodem želinské fary. Vesnice pravděpodobně během války zanikla, protože není uvedena v berní rule ani v tereziánském katastru, který zde zmiňuje pouze dvůr s poli o výměře 205 strychů. Jedenáct domů zde zmiňuje až Topographie des Königreiches Böhmen Jaroslava Schallera z roku 1787. Ze starších záznamů však plyne, že kadaňská městská rada rozprodala část pozemků dvora jednotlivým rolníkům.
Po roce 1850 se Želina stala nejprve místní částí Kadaňské Jeseně a před rokem 1880 byla převedena k Rokli.

## Přírodní podmínky
Želina leží v údolí přímo na břehu Ohře v nadmořské výšce 280 m n. m., ale kostel s farou stojí asi o 0,5 km západněji výše nad řekou (300 m n. m.). Samotná vesnice stojí na prekambrických granulitech, ale do podloží kostela už zasahují třetihorní vulkanické horniny. Geomorfologicky spadá okolí do Podkrušnohorské oblasti, celku Mostecká pánev, podcelku Žatecká pánev a okrsku Čeradická plošina, ale železniční trať přibližně vymezuje hranici celku Doupovské hory. Z půdních typů převažují regozemě a kambizemě. Jediným vodním tokem v okolí je řeka Ohře, která tvoří severní hranici katastrálního území.
V údolním svahu nad řekou se v blízkosti kostela se dochovalo drobné důlní dílo označované někdy jako Jeskyně pod svatým Vavřincem. Pravděpodobně se zde v blíže neznámé době těžil pegmatit, ze kterého se získával živec pro výrobu glazur a křemen použitelný při výrobě skla.

## Obyvatelstvo
V minulosti žilo v obci výhradně německé obyvatelstvo, roku 1900 zde bylo v 11 domech napočítáno 67 obyvatel německé národnosti. V roce 1921 měla Želina 77 obyvatel, z nichž bylo 39 mužů. 71 obyvatel se hlásilo k německé národnosti a zbylých šest k československé. Všichni byly římskými katolíky. Při sčítání lidu v roce 1930 zde žilo 67 obyvatel, z toho třináct československé národnosti a 56 německé. Všichni byly římskými katolíky.
|                                                                     | 1869 | 1880 | 1890 | 1900 | 1910 | 1921 | 1930 | 1950 | 1961 | 1970 | 1980 | 1991 | 2001 | 2011 | 2021 |
| ------------------------------------------------------------------- | ---- | ---- | ---- | ---- | ---- | ---- | ---- | ---- | ---- | ---- | ---- | ---- | ---- | ---- | ---- |
| Obyvatelé                                                           | 37   | 45   | 63   | 67   | 72   | 77   | 67   | 43   | 59   | 36   | 25   | 26   | 18   | 22   | 55   |
| Domy                                                                | 9    | 9    | 10   | 11   | 13   | 13   | 14   | 10   | —    | 11   | 9    | 11   | 13   | 14   | 19   |
| Počet domů z roku 1961 je zahrnut v celkovém počtu domů obce Rokle. |      |      |      |      |      |      |      |      |      |      |      |      |      |      |      |

## Hospodářství a doprava
V Želině končí krátká silnice silnice III. třídy č. 22428, která odbočuje ze silnice II/224. U odbočky je autobusová zastávka, autobusy do samotné vesnice nezajíždějí.
Jižně od vesnice vede železniční trať Kadaň – Vilémov u Kadaně – Kaštice/Kadaňský Rohozec zvaná Doupovská dráha. Pravidelná osobní doprava v tomto úseku, mezi Kadaní a Kašticemi, není objednávána. Společnost Severočeské dráhy na ní provozuje občasné nostalgické jízdy.
Prochází tudy zeleně značená turistická trasa z Kadaně na vrch Kolina a boční větev cyklotrasy č. 6.

## Pamětihodnosti
- Kostel sv. Vavřince z první třetiny 13. století
- Fara
- Přírodní památka Želinský meandr
- Ve vesnici a jejím okolí byly v roce 1971 natáčeny některé scény českého filmu My tři a pes z Pětipes.[19]

## Osobnosti
- Robert Anton Pöpl (1812–1866) – kněz